# 山东重工集团
山东重工集团（英語：Shandong Heavy Industry）是由潍柴控股集团有限公司、山东工程机械集团有限公司和山东省汽车工业集团有限公司等7家企业全部国有产权组建的国有独资公司，在2009年6月18日成立，总部在山东省济南市燕子山西路。

## 沿革
2009年6月18日，潍柴控股集团有限公司、山东工程机械集团有限公司和山东省汽车工业集团有限公司3家企业全部国有产权组建山东重工集团。
2012年8月，山东重工潍柴集团取得法拉帝75%的控股权。之后参股全球第二大叉车制造商德国凯傲集团，并且收购其旗下林德液压，获取液压系统技术。
2019年10月，山东重工成为中国重型汽车集团的控股股东，收购了45%的股份。

## 下属公司
山东重工集团有7家子公司，其中4家已经上市：
- 潍柴控股集团有限公司
- 山东山推工程机械股份有限公司
- 山东省汽车工业集团有限公司
- 山重建机有限公司
- 山东山推机械有限公司
- 山重融资租赁有限公司
- 山东重工集团财务有限公司

## 外部连接
- 官方网站